# RAF Wyton
Wyton Royal Air Force Base är en flygbas i Storbritannien.   Den ligger i grevskapet Cambridgeshire och riksdelen England, i den sydöstra delen av landet, 90 km norr om huvudstaden London. Wyton Royal Air Force Base ligger 41 meter över havet.
Terrängen runt Wyton Royal Air Force Base är huvudsakligen platt. Wyton Royal Air Force Base ligger uppe på en höjd. Runt Wyton Royal Air Force Base är det ganska tätbefolkat, med 179 invånare per kvadratkilometer. Närmaste större samhälle är Huntingdon, 6,1 km sydväst om Wyton Royal Air Force Base. Trakten runt Wyton Royal Air Force Base består till största delen av jordbruksmark.